# اچ‌ام‌اس آرثوسا (۱۷۵۹)
اچ‌ام‌اس آرثوسا (۱۷۵۹) (به انگلیسی: HMS Arethusa (1759)) یک کشتی بود که طول آن ۱۳۲ فوت (۴۰ متر) بود. این کشتی در سال ۱۷۵۷ ساخته شد.